# Bác sĩ thú y
Một bác sĩ thú y là một chuyên gia hành nghề thú y bằng cách điều trị bệnh, rối loạn và thương tích ở động vật.

## Miêu tả
Ở nhiều quốc gia, danh pháp địa phương cho bác sĩ thú y là một thuật ngữ được quy định và bảo vệ, có nghĩa là các thành viên của cộng đồng không có đủ điều kiện tiên quyết và/hoặc giấy phép sẽ không thể sử dụng chức danh này. Trong nhiều trường hợp, các hoạt động có thể được thực hiện bởi bác sĩ thú y (như điều trị bệnh hoặc phẫu thuật ở động vật) chỉ được giới hạn cho những chuyên gia được đăng ký làm bác sĩ thú y. Ví dụ, ở Vương quốc Anh, như ở các khu vực pháp lý khác, việc điều trị động vật chỉ có thể được thực hiện bởi các bác sĩ thú y đã đăng ký (với một vài trường hợp ngoại lệ được chỉ định, chẳng hạn như nhân viên thú y) và bất kỳ ai không được đăng ký tự gọi mình là bác sĩ thú y hoặc có quyền kê toa điều trị.
Hầu hết các bác sĩ thú y làm việc trong môi trường lâm sàng, điều trị trực tiếp cho động vật. Những bác sĩ thú y này có thể tham gia vào một thực hành chung, điều trị động vật các loại; chúng có thể chuyên về một nhóm động vật cụ thể như động vật đồng hành, gia súc, động vật trong vườn thú hoặc ngựa; hoặc có thể chuyên về một chuyên ngành y khoa hẹp như phẫu thuật, da liễu hoặc nội khoa. Cũng như các chuyên gia chăm sóc sức khỏe khác, bác sĩ thú y phải đối mặt với các quyết định đạo đức về việc chăm sóc bệnh nhân của họ. Cuộc tranh luận hiện nay trong nghề bao gồm đạo đức của một số thủ tục được cho là hoàn toàn mang tính thẩm mỹ hoặc không cần thiết cho các vấn đề về hành vi, chẳng hạn như cắt móng mèo, cắt đuôi chó, cắt tai chó và cắt bớt sợi thanh âm của chó.

## Lịch sử

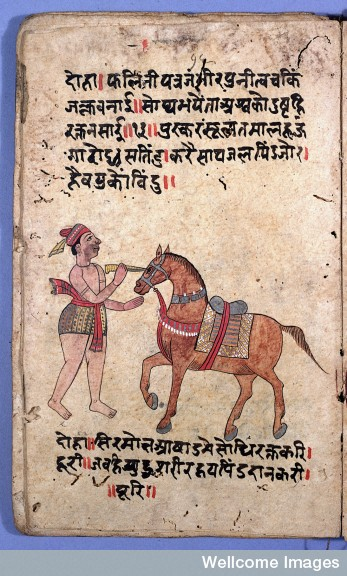
Văn bản Ấn Độ cổ đại, mổ mắt cho một con ngựa

Nhà hiền triết và bác sĩ thú y Ấn Độ cổ đại Shalihotra (ước tính thần thoại khoảng 2350 BCE), con trai của một nhà hiền triết Brahmin, Hayagosha, được coi là người sáng lập khoa học thú y.

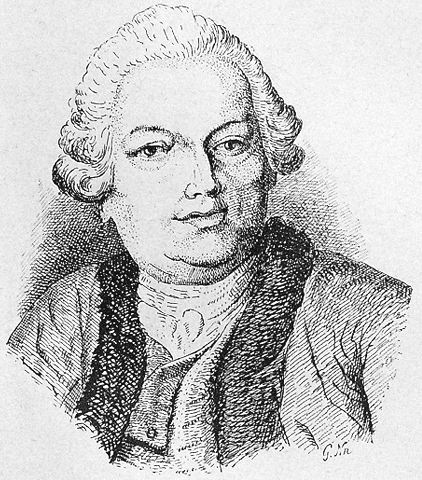
Claude Bourgelat thành lập trường cao đẳng thú y sớm nhất ở Lyon vào năm 1761.

Trường cao đẳng thú y đầu tiên được thành lập tại Lyon, Pháp vào năm 1762 bởi Claude Bourgelat. Theo Lupton, sau khi quan sát sự tàn phá của bệnh dịch hạch gây ra cho đàn gia súc của Pháp, Bourgelat đã dành thời gian của mình để tìm kiếm một biện pháp khắc phục. Điều này dẫn đến việc ông thành lập một trường cao đẳng thú y ở Lyon vào năm 1761, từ cơ sở này, ông đã phái sinh viên đi chống lại căn bệnh này; trong một thời gian ngắn, bệnh dịch đã được quản lý và sức khỏe của đàn gia súc được phục hồi, thông qua sự hỗ trợ dành cho nông nghiệp bởi khoa học và nghệ thuật thú y.

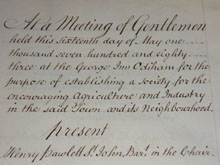
Hiệp hội Nông nghiệp Odiham đã giúp thành lập nghề thú y ở Anh.

Hiệp hội Nông nghiệp Odiham được thành lập năm 1783 tại Anh để thúc đẩy nông nghiệp và công nghiệp, và đóng một vai trò quan trọng trong nền tảng của nghề thú y ở Anh. Một cuộc họp của Hội 1785 đã quyết tâm "thúc đẩy nghiên cứu về Farriery dựa trên các nguyên tắc khoa học hợp lý".
Sự chuyên nghiệp hóa trong buôn bán thú y cuối cùng đã đạt được vào năm 1790, thông qua chiến dịch của Granville Penn, người đã thuyết phục người Pháp Benoit Vial de St. Bel chấp nhận chức giáo sư của Trường Cao đẳng Thú y mới thành lập ở London. Đại học Phẫu thuật Thú y Hoàng gia được thành lập theo điều lệ hoàng gia vào năm 1844.
Khoa học thú y ra đời vào cuối thế kỷ 19, với những đóng góp đáng chú ý từ Sir John McFadyean, được nhiều người tin tưởng là người sáng lập nghiên cứu Thú y hiện đại.